# Академія медичних наук СРСР
Акаде́мія меди́чних нау́к СРСР — вища наукова медична установа в СРСР, створена в 1944 році.
Її приємниками є Російська Академія Медичних Наук, створена в 1992 році та Національна Академія Медичних Наук України, започаткована в 1991 році. та утверджена законом Верховної Ради України в листопаді 1992 р.

## Структура і склад
За статутом до складу академії входило 100 дійсних членів і 150 член-кореспондент.
Найвищим керівним органом Академія медичних наук є Загальні збори дійсних членів; ці збори скликаються не менше 1 разу на рік. У період між Загальними зборами роботою Академії керує Президія, що складається з президента, З віце-президентів, акад.-секретаря та 2 членів Президії. Крім того, до Президії входять 3 акад.-секретарі відділів Академія медичних наук.
Вона має 3 відділи:
- 1) мед.-біол. наук,
- 2) клінічної медицини
- 3) гігієни, мікробіології та епідеміології.

Кожний з відділів об'єднує ряд підпорядкованих АМН науково-дослідних установ (всього — 26 інститутів); деякі з них розташовані в УРСР (інститути інфекційних хвороб, геронтології та експериментальної патології в Києві) і в ін. республіках.
При Президії Академія медичних наук створено 50 проблемних комісій.

## Завдання
Головним завданням Академія медичних наук є вивчення актуальних питань теорії і практики медицини, наукова апробація найважливіших винаходів у медицині та сприяння впровадженню їх в практику, підготовка висококваліфікованих наукових кадрів, консультативна, організаційна й методична допомога науковим медичним і біологічним закладам, а також координація досліджень всіх наукових установ медичного профілю СРСР і країн народної демократії.
Академія медичних наук всіляко сприяє розвиткові медичних і біологічних наук в СРСР, зокрема впровадженню профілактичного методу, що є провідним методом радянської медицини.